# 久伊豆神社 (越谷市川柳町)
久伊豆神社（ひさいずじんじゃ）は、埼玉県越谷市の神社。

## 歴史
創建年代は不明である。ただ旧別当寺の成就院が元和年間（1615年 - 1624年）の開山としていることから、その頃に創建されたものと推測される。当社の本殿には「享保十二年（1727年）」と「寛政四年（1792年）」の棟札が納められており、少なくともその頃までに本殿が建てられた。
1871年（明治4年）、近代社格制度に基づく「村社」に列せられた。

## 交通アクセス
- 越谷レイクタウン駅より徒歩21分。